# Lyrotyloides
Lyrotyloides is een geslacht van rechtvleugeligen uit de familie veldsprinkhanen (Acrididae). De wetenschappelijke naam van dit geslacht is voor het eerst geldig gepubliceerd in 1956 door Bey-Bienko.

## Soorten
Het geslacht Lyrotyloides  is monotypisch en omvat slechts de volgende soort:
- Lyrotyloides viridis (Bey-Bienko, 1956)